# Alba Cid Fernández
Alba Cid Fernández (Ourense, 10 de març de 1989) és una poeta i escriptora gallega.

## Trajectòria
Alba Cid va estudiar Filologia Gallega a la Universitat de Santiago de Compostel·la on va realitzar la tesi doctoral i va començar a exercir la docència.
Va ser reconeguda des de molt jove amb diversos guardons literaris, entre els quals el 43è Concurs Nacional de Redacció Coca Cola (2003), el Rosalía de Castro de Cornellà (2006, 2008), el Minerva (2007), l'Ourense de Contos para a Mocidade (2010) o el Xuventude Crea (2013, 2016), entre d'altres. El 20 d'octubre de 2020 va ser guardonada amb el Premi Nacional de Poesia Jove Miguel Hernández per la seva obra Atlas que, segons el parer del jurat, constitueix «una reflexió sobre com la literatura elabora mapes de la realitat i sobre el valor moral que pot tenir la literatura com problematització del món».
Ha publicat textos en diversos llibres col·lectius, com Poética da casa (2006), 6 poemas 6. Homenaxe a Federico García Lorca (2015) i Librosconversos (2016), i en les revistes Dorna, Raigame, Algália, Grial i Luzes. Va mantenir diversos espais a la xarxa, com el quadern de viatge paxaros que foron príncepes otomanos o el seu compte d'Instagram, a més de col·laborar en diverses publicacions digitals, com Noir Magazine.

## Obra publicada
- Atlas, 2019, Galaxia.[7]

### Obres col·lectives
- Poética da Casa, 2006, Consellería de Vivenda e Solo.
- 6 poemas 6. Homenaxe a Federico García Lorca, 2015, Biblos Clube de Lectores.
- Librosconversos, 2016, LibrosGalegos.gal.
- No seu despregar, 2016, Apiario.